# یهودا ماگیدوویچ
یهودا ماگیدوویچ (به عبری: יהודה מגידוביץ') معمار مشهور اسرائیلی بود.
از برجسته‌ترین آثار وی می‌توان به کنیسه جامع تل‌آویو در دههٔ ۱۹۳۰، سفارت سابق شوروی در تل‌آویو در سال ۱۹۲۴ و سینما استر، از نخستین سینماهای تل‌آویو اشاره نمود.

## زندگی‌نامه

### اوایل زندگی
یهودا ماگیدوویچ در سال ۱۸۸۶ در اومان اوکراین متولد شد. وی در اودسا تحصیل کرد و در سال ۱۹۱۹ میلادی، به قیمومت بریتانیا بر فلسطین مهاجرت کرد.

### حرفه
ماگیدوویچ اولین مهندس ارشد تل آویو در سال ۱۹۲۰ شد. در سال ۱۹۲۳ او شرکت طراحی و ساخت خویش را تأسیس کرد. در سال ۱۹۳۴ پسرش رافائل نیز به دفتر وی پیوست.

### مرگ

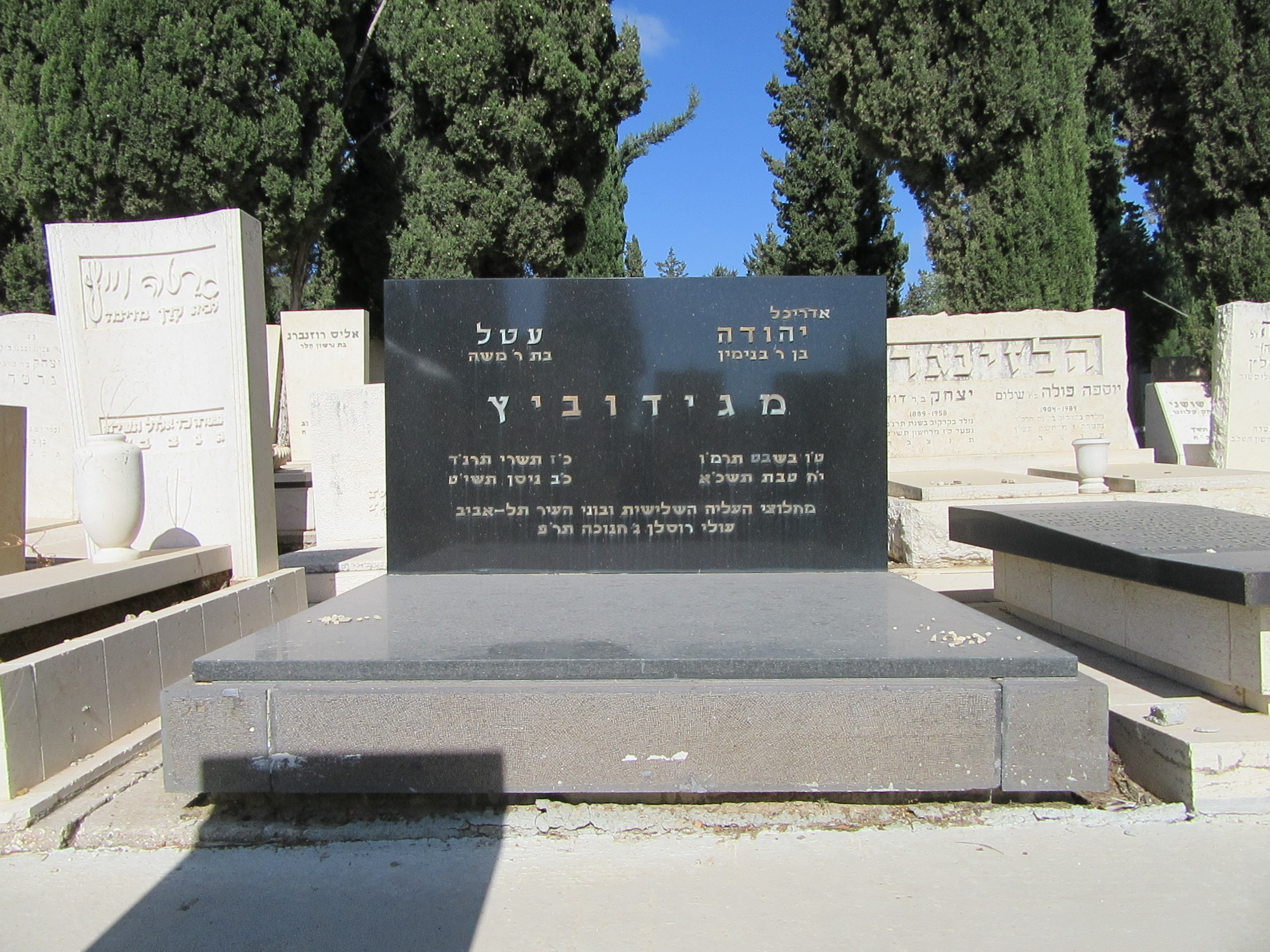
قبر یهودا ماگیدوویچ در گورستان کیریات شائول.

ماگیدوویچ در سال ۱۹۵۴ دچار خونریزی مغزی شد، و منجر به پایان فعالیت حرفه‌ای وی شد. او در سال ۱۹۶۱ در تل آویو، اسرائیل درگذشت.

## آثار

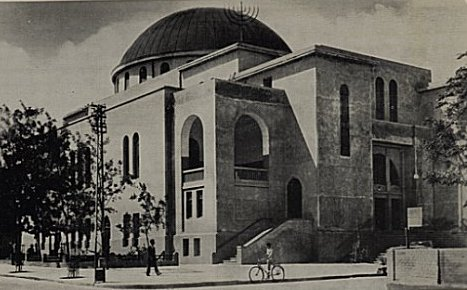
کنیسه جامع تل‌آویو در دههٔ ۱۹۳۰ در خیابان آلنبی توسط یهودا ماگیدوویچ ساخته شد.
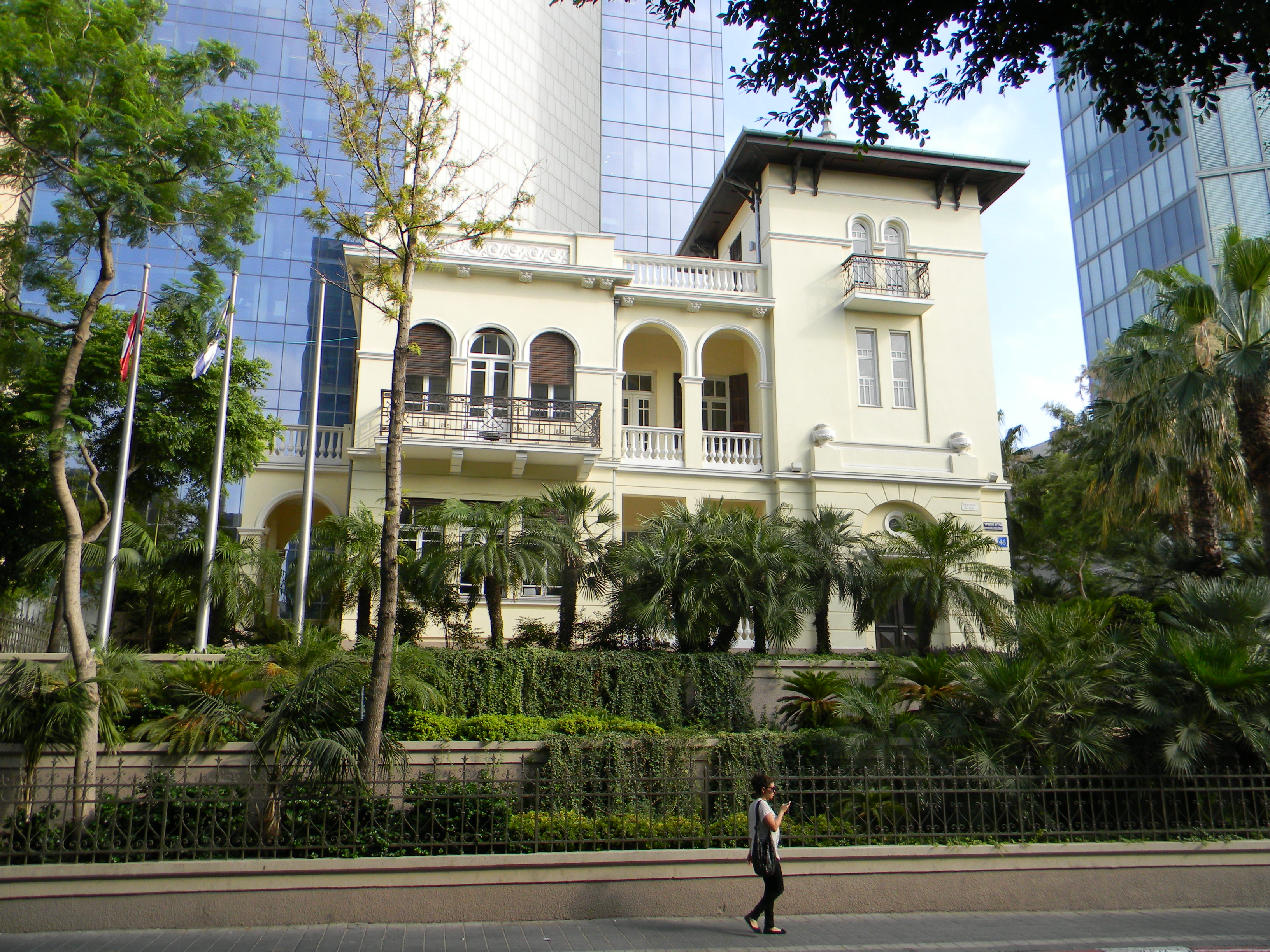
سفارت سابق شوروی در تل‌آویو در سال ۱۹۲۴ و در سبک التقاطی توسط یهودا ماگیدوویچ ساخته شد.
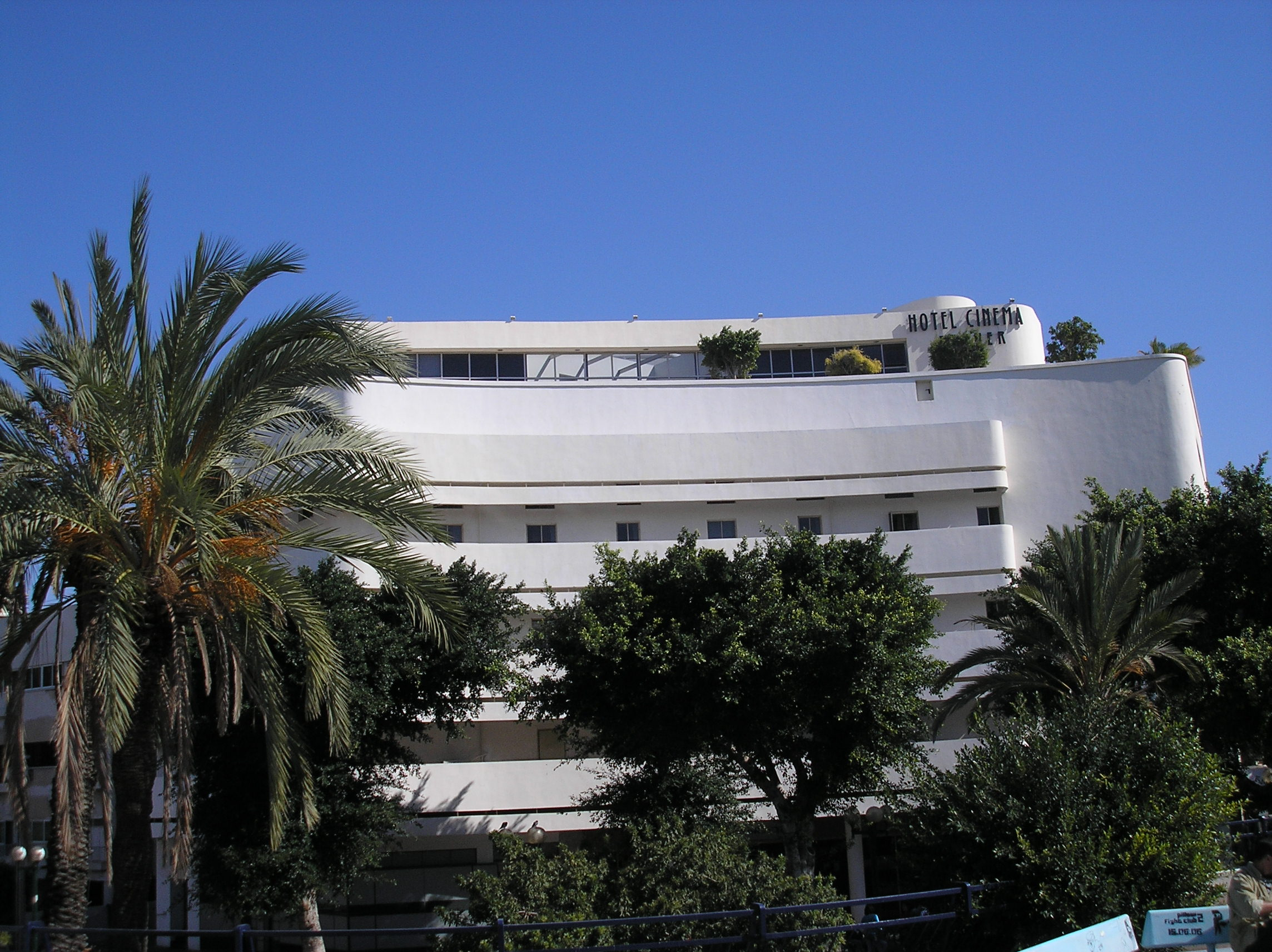
سینما استر، از نخستین سینماهای تل‌آویو در میدان دیزنگوف تل‌آویو.